# Мари (род)
Вижте пояснителната страница за други значения на Мари.
Марите (Dolichotis) са род бозайници от семейство Свинчета (Caviidae). Те са единствените представители на подсемейството Dolichotinae.

## Разпространение
Тези големи роднини на морските свинчета се срещат предимно в патагонските степи на Аржентина, но живеят и в други райони на Южна Америка като Парагвай. Марите, достигащи 45 cm на височина, са трети по големина гризач в света след капибарите и бобрите.

## Класификация
Познати са 2 вида мара – патагонска мара (Dolichotis patagonum) и чакоанска мара (Dolichotis salinicola). Наричат ги още „заек на пампасите“.

## Поведение
Марите образуват двойки за цял живот и могат да раждат от 1 до 3 малки всяка година. Новородените мари са добре развити и могат да започнат да пасат до 24 часа след раждане.
Патагонски мари често се отглеждат в зоопаркове или като домашни любимци и ги наричат още патагонско „морско свинче“ или „патагонски заек“. Общуват добре с хората, ако са отгледани от хора от малки, въпреки че дивите животни бягат от хората. Марите дори могат да сменят навиците си да излизат през деня и да станат нощни животни, само за да не срещат хора.